# Pepperoni

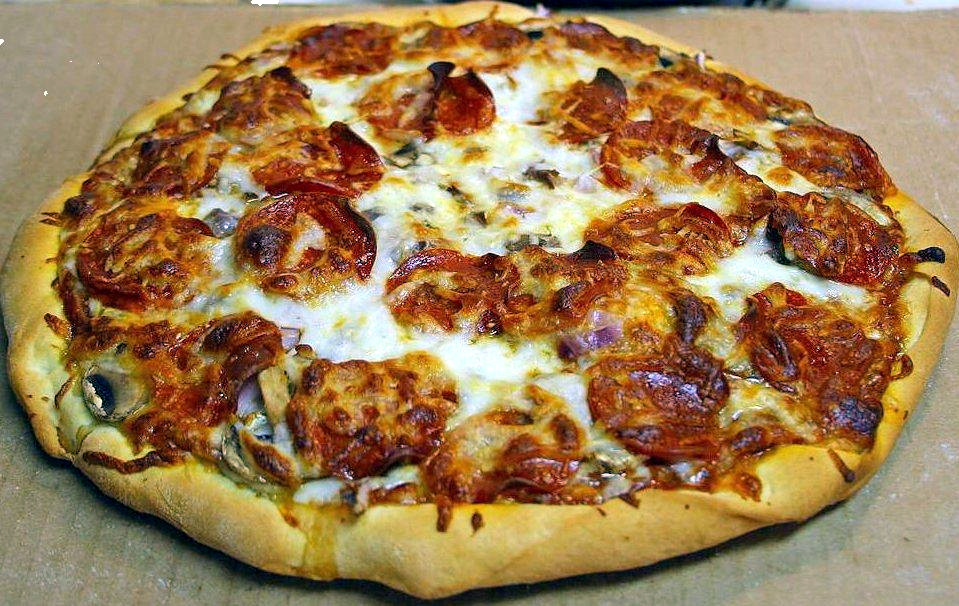
El pepperoni en llesques és un ingredient típic de la pizza

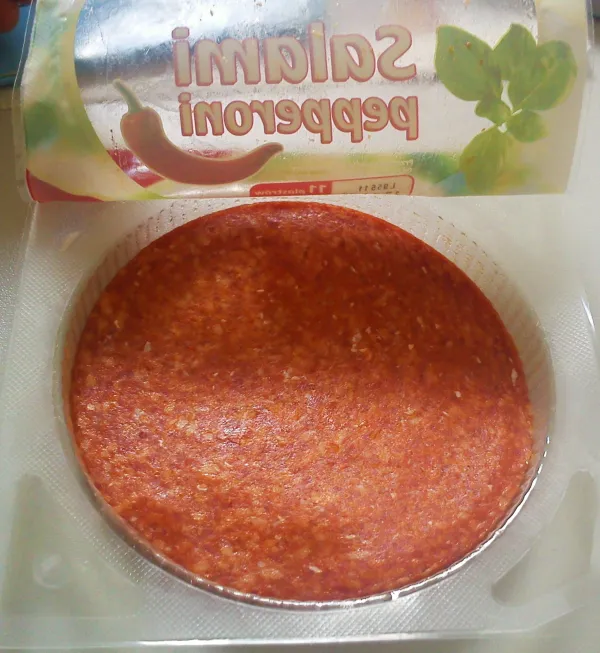
Embotit representant a les botigues

El pepperoni és un tipus d'embotit semblant al salami.
És un ingredient comú en els menjars estatunidencs d'estil italià, a causa del seu sabor fort i picant que afegeix als diferents plats que s'utilitza, com per exemple la pizza.

## Característiques
Pepperoni no és una paraula italiana, sinó una corrupció de la paraula peperoni, que és el plural de peperone, el nom italià del pebrot o pebre roig (Capsicum annuum).
Amb el nom de pepperoni es designa als EUA a un embotit de sabor picant molt similar al salami. Generalment està fet de porc o una combinació de carns de porc, cap de bestiar, cavall i vedella, condimentat amb diferents tipus de pebre.

## Variants
El que als EUA i algunes altres parts d'Amèrica es coneix com a pepperoni a Itàlia es coneixeria com a salsiccia napoletana piccante, o siga, salsitxa napolitana picant (Gastronomia de Nàpols). El terme també s'utilitza en altres països d'Europa (especialment en la Suïssa italoparlant) per a designar diferents varietats de Capsicum annuum. A la República Dominicana es diu pepperoni a una varietat de “salami”.

## Producció
El pepperoni s'elabora a partir de carn de porc o d'una barreja de carn de porc i vedella. La carn de gall dindi també s'utilitza habitualment com a substitut, però l'ús d'aus de corral al pepperoni s'ha d'etiquetar adequadament als Estats Units.
El curat amb nitrats o nitrits (habitualment utilitzats en agents de curació moderns per protegir contra el botulisme i altres formes de descomposició microbiològica) també contribueix al color vermellós del pepperoni, en reaccionar amb l'hemo de la mioglobina dels components proteics de la carn.